# Katharina Schillerwein
Katharina Schillerwein (* 18. April 1987 in Hamburg) ist eine deutsche Volleyball- und Beachvolleyballspielerin.

## Karriere Hallen-Volleyball
Katharina Schillerwein spielte bis 2008 Hallenvolleyball in der Regionalliga bei der FT Adler Kiel. Nach einem Auslandsaufenthalt an der University of Montana, wo sie bei den Grizzlies zum Einsatz kam., spielte die Außenangreiferin beim Zweitligisten VT Aurubis Hamburg 2. In der Saison 2010/11 war sie bei WiWa Hamburg aktiv und wurde hier Meister der Regionalliga Nord. 2018 spielte Schillerwein beim Zweitligisten TV Gladbeck.

## Karriere Beachvolleyball
Katharina Schillerwein spielte von 2003 bis 2004 Beachvolleyball mit Berit Naffin auf Turnieren in Norddeutschland. 2004 erreichte sie mit Lina Gorenc bei den U18-Europameisterschaften in Mysłowice (Polen) Platz drei und bei den U18-Weltmeisterschaften in Termoli (Italien) Platz fünf. Mit Sarah Eichler spielte Schillerwein 2005 auf nationalen Turnieren und belegte bei den U18-Weltmeisterschaften im französischen Saint-Quay-Portrieux den fünften Platz. 2006 spielte sie mit Julia Großner auf der nationalen Smart Beach Tour und erreichte bei den U20-Europameisterschaften im slowenischen Ankaran Platz sieben sowie bei den deutschen Meisterschaften in Timmendorfer Strand Platz neun. Außerdem wurde sie zusammen mit Jennifer Eckardt Neunte bei den U21-Weltmeisterschaften in Mysłowice.
Nach einer Pause 2007 spielte Schillerwein 2008 mit verschiedenen Partnerinnen auf nationalen Turnieren. 2009 war Chantal Laboureur ihre Standardpartnerin, mit Sarah Eichler nahm sie außerdem an den deutschen Meisterschaften teil. 2010 startete Schillerwein mit Marika Steinhauff im norwegischen Kristiansand erstmals auf der FIVB World Tour und erreichte mit Christine Aulenbrock bei den deutschen Meisterschaften Platz neun. Mit Katharina Culav hatte sie 2011 bei den deutschen Meisterschaften ihre beste Platzierung: Rang sieben. Außerdem wurde Schillerwein zusammen mit Sarah Hoppe Deutsche Hochschulmeisterin und startete mit Geeske Banck auf der FIVB World Tour im finnischen Åland. 2012 und 2013 spielte sie mit Stefanie Hüttermann (u. a. auch bei der FIVB World Tour im chinesischen Sanya), bevor sie nach zwei Kreuzbandrissen länger pausieren musste.

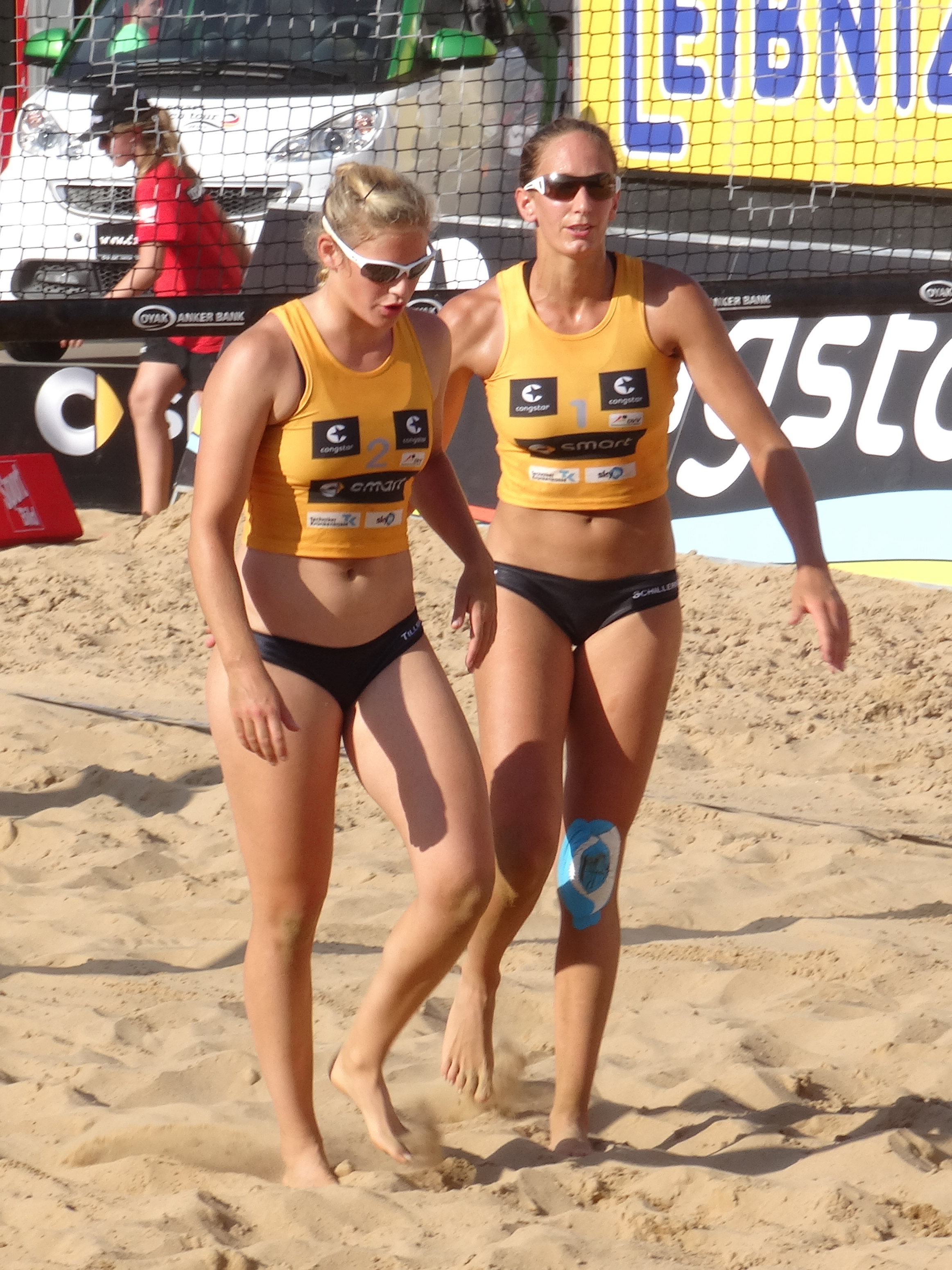
Schillerwein/Tillmann 2014 in Dresden

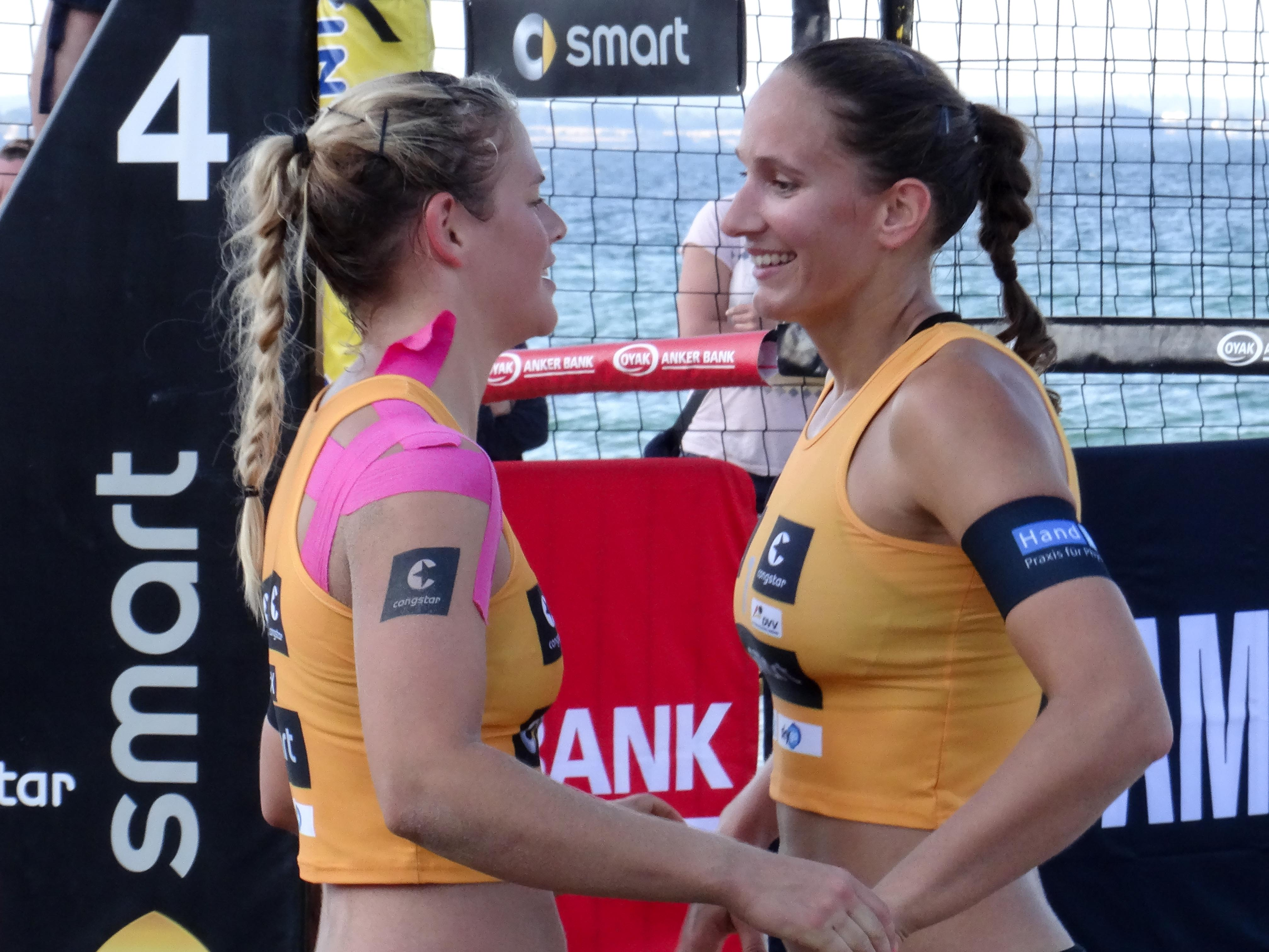
Schillerwein/Tillmann bei der Deutschen Meisterschaft 2014

Seit 2014 startete Schillerwein an der Seite von Cinja Tillmann. In Hamburg konnten Schillerwein/Tillmann den Super Cup der nationalen Smart Beach Tour gewinnen. In Binz belegten sie den zweiten Platz, in Nürnberg den dritten Platz, in Münster wurden sie Fünfter und in Köln Siebter. In Dresden besiegten sie im Finale des Beach Cups Jana Köhler und Anni Schumacher. Auf der CEV Tour erreichten sie beim Satellite in Antalya den vierten und beim Satellite in Vaduz den dritten Platz. Bei den deutschen Meisterschaften belegte Katharina Schillerwein mit ihrer Partnerin den siebten Platz.
2015 war die erfolgreichste Saison von Schillerwein/Tillmann. Mit fünf Siegen in diesem Jahr auf der ranghöchsten nationalen Smart Beach Tour in Hamburg, Dresden, Binz, St. Peter-Ording und Nürnberg stellten sie einen historischen Rekord aus dem Jahr 2001 ein. Im August 2015 gewannen sie auch das CEV-Satellite im rumänischen Timișoara. Bei den deutschen Meisterschaften belegten Schillerwein/Tillmann Platz fünf.
2016 begann für Schillerwein/Tillmann mit einem Sieg beim Smart Beach Supercup in Münster. Bei den deutschen Meisterschaften belegten Schillerwein/Tillmann Platz neun. 2017 gewannen sie die CEV-Satellite-Turniere in Vilnius und in Mersin. Nach einem fünften Platz bei der Deutschen Meisterschaft 2017 beendete Schillerwein ihre Beachvolleyball-Karriere.

## Berufliches
Katharina Schillerwein hat ihr Studium in Hamburg auf Lehramt in den Fächern Sport und Chemie erfolgreich mit dem Bachelor abgeschlossen.
Ihr zusätzliches Studium der Physiotherapie von 2013 bis 2017 an der Hochschule für Gesundheit in Bochum schloss sie ebenfalls mit dem Bachelor ab.